# Ethnikos Asteras
Ethnikos Asteras (Grieks: Εθνικός Αστέρας) is een Griekse voetbalclub uit Kaisariani, een buitenstad van Athene. De club werd in 1927 opgericht.

## Bekende (ex-)spelers
- Stelios Giannakopoulos
- Foto Strakosha
- Yassine Benajiba
- /  Yasin Karaca
- /  Luwamo Garcia
- Nadir Sbaa
- Serge Sironval
- Yannick Vervalle
- Mikael Yourassowsky